# Florence Weber
Florence Weber (* 31. Januar 1958) ist eine französische Soziologin und Anthropologin, die sich mit der ländlichen Welt und der Arbeiterklasse in Frankreich beschäftigt hat.

## Werdegang
Florence Weber studierte von 1977 bis 1982 an der École normale supérieure de jeunes filles. Ihre Agrégation in Sozialwissenschaften erfolgte  1981, ihr DEA in Sozialanthropologie erhielt sie im selben Jahr an der EHESS, wo sie 1986 ihre Doktorarbeit über das neue Regime an der EHESS vorlegte. Im Jahr 2000 habilitierte sie sich für die Leitung der Forschung an der Paris VIII.
Weber ist Universitätsprofessorin an der École normale supérieure in Paris, wo sie Leiterin des Fachbereichs Sozialwissenschaften war, und Forscherin am Maurice-Halbwachs-Zentrum, einem Forschungszentrum der ENS, EHESS, Cnrs und INRAE.
Ihre Arbeit konzentriert sich auf die Methodik der Feldforschung, auf wirtschaftliche Aktivitäten, die aus einer soziologischen Perspektive analysiert werden, und auf die Betreuung von behinderten und abhängigen Menschen durch die Familie, den Markt und den Staat, insbesondere wenn diese Menschen mit kognitiven Behinderungen oder psychischen Störungen beschrieben werden. 
In jüngerer Zeit hat sie sich einer zeitgenössischen Praxis der Fotografie verschrieben, die durch die Sozialwissenschaften bewaffnet ist. Sie gehört zu den Pionieren in diesem Bereich in Frankreich, insbesondere an der Seite von Jean-Robert Dantou.

## Schriften (Auswahl)
(in französischer Sprache)
- Le travail à-côté. Étude d’ethnographie ouvrière. INRA/Édition EHESS, Paris 1989.
- mit Stéphane Beaud: Guide de l’enquête de terrain. Produire et analyser des données ethnographiques. La Découverte (Collection „Guides Repères“), Paris 1997, 4. Auflage 2010.
- mit Agnès Gramain, Séverine Gojard: Charges de famille. Dépendance et parenté dans la France contemporaine. La Découverte (Collection „Textes à l’appui, Enquêtes de terrain“), Paris 2003.
- mit Laurent Feller, Agnès Gramain: La fortune de Karol. Marché de la terre et liens personnels dans les Abruzzes au haut Moyen Age. (Collection de l’École française de Rome, 347). École Française de Rome, Rom 2005.
- Le Sang, le nom, le quotidien. Une sociologie de la parenté pratique. Aux lieux d’être, La Courneuve 2005.
- mit Caroline Dufy: L’ethnographie économique. La Découverte (Collection „Repères“), Paris 2007.
- Introduction. Vers une ethnographie des prestations sans marché. In: Mauss Marcel, Essai sur le don. Presses Universitaires de France, („Quadrige, Grands Textes“), Paris 2007.
- Le travail au noir. Une fraude parfois vitale? Éditions rue d’Ulm, Paris 2008.
- Manuel de l’ethnographe. Presses Universitaires de France (Collection „Quadrige Manuels“), Paris 2009.
- Le Travail à-côté. Une ethnographie des perceptions. Éditions EHESS (Collection „En temps & lieux“), Paris 2009.
- Handicap et dépendance. Drames humains, enjeux politiques. Éditions Rue d’Ulm (CEPREMAP), Paris 2011.
- mit Laurence Fontaine: Les Paradoxes de l’économie informelle. A qui profitent les règles? Karthala, Paris 2011.
- Penser la parenté aujourd’hui. La force du quotidien. Éditions Rue d’Ulm (Collection Sciences sociales) Paris 2013.
- mit Loïc Trabut, Solène Billaud: Le Salaire de la confiance. L’aide à domicile aujourd’hui. Éditions Rue d’Ulm (Collection „Sciences sociales“), Paris 2014.
- mit Eric Brian, Stephan Moebius, Frithjof Nungesser: Relire Marcel Mauss. Relektüren von Marcel Mauss. Trivium. Revue franco-allemande de sciences humaines et sociales, Vol. 17 im freien Zugang, 2014.
- Brève histoire de l’anthropologie, Flammarion (Collection „Champs“), Paris 2015.
- mit Jean-Robert Dantou: Les Murs ne parlent pas. Trois dispositifs photographiques pour une enquête en psychiatrie, Kehrer Verlag, Heidelberg 2015, ISBN 978-3-86828-650-2.